# Gouvernement Mollet
Quatrième République
Gouvernement Edgar Faure II Gouvernement Maurice Bourgès-Maunoury
Le gouvernement Guy Mollet est le gouvernement de la République française du 1er février 1956 au 21 mai 1957. Formé par le socialiste Guy Mollet après les élections législatives du 2 janvier, il est orienté à gauche et dominé par la SFIO et les radicaux alors emmenés par Pierre Mendès France (coalition dite « Front républicain »).
Plus long gouvernement de la IVe République avec une longévité de presque 16 mois, il marque le pays par des mesures sociales (vote de la troisième semaine de congés payés). Sur la scène internationale, il négocie le traité de Rome instituant la Communauté économique européenne mais ne parvient pas à défendre les intérêts français face à la pression internationale au cours de la crise de Suez.
En matière de décolonisation, il solde l’indépendance du Maroc et de la Tunisie négociées sous Edgar Faure et accroît l’autonomie interne des colonies d’Afrique noire par la loi-cadre Defferre. Il échoue néanmoins à endiguer la cristallisation des événements d’Algérie, qui prennent l’ampleur d’une véritable guerre et emporteront la IVe République moins d’un an après.
Le gouvernement chute en mai 1957 après avoir engagé sa responsabilité sur son programme économique et fiscal.

## Chronologie

### 1956
- 24 janvier : fin du second gouvernement Edgar Faure.
- 31 janvier : le gouvernement Guy Mollet obtient l'investiture de l'Assemblée nationale par 420 voix pour, 72 contre (poujadistes et indépendants) et 83 abstentions[1].
- 1er février : début du gouvernement Guy Mollet (fin au 21 mai 1957). Il est le plus long gouvernement (16 mois) de la Quatrième République.
- 6 février : une violente manifestation des opposants à la nomination du général Catroux comme ministre-résident accueille le chef du gouvernement à son arrivée à Alger ; le général qui devait rejoindre Alger le 10 février renonce et remet sa démission au Président Coty[2].
- 28 février : Troisième semaine de congés payés.
- En mars :
  - Une directive du ministère des Finances énonce : « La loi fiscale doit être appliquée. Nous ne pouvons envisager de mesure de clémence tant que se poursuivent les mouvements d'opposition fiscale » alors que les fonctionnaires s'attendent à une recrudescence des incidents lors des contrôles fiscaux ; les petits commerçants de l'UDCA faisant la chasse aux polyvalents.
  - Du pétrole est trouvé à Parentis et du gaz naturel à Lacq.
  - La Tunisie et le Maroc accèdent à leur indépendance.
  - Création d'un Fonds national de solidarité pour aider les personnes âgées. Son coût, estimé à 135 milliards de francs français, est couvert par une majoration de divers impôts pour 110 milliards et par la création d'une vignette auto, ce qui irrite les automobilistes déjà lourdement taxés par la carte grise et par la taxe sur l'essence d'un montant de 233 %.
  - 12 mars : le gouvernement demande les pouvoirs spéciaux et obtient le vote du Parlement : « Le gouvernement disposera en Algérie des pouvoirs les plus étendus pour prendre toutes les mesures exceptionnelles commandées par les circonstances, en vue du rétablissement de l'ordre, de la protection des personnes et des biens et de la sauvegarde du territoire »[3],[4].
  - 21 mars : mise en production du pétrole d'Edjelé en Algérie.
  - 23 mars : loi-cadre Defferre sur l'outre-mer.
- 12 avril : décret prolongeant la durée initiale du service militaire de six à neuf mois par le biais du maintien sous les drapeaux ou du rappel.
- 29 octobre : début de la crise de Suez jusqu'au 6 novembre.
- 29 novembre : mise en place du rationnement de l'essence.

### 1957
- 7 janvier : début de la bataille d'Alger, menée par les « paras » du général Jacques Massu.
- 16 janvier : attentat au bazooka contre le général Raoul Salan.
- 25 mars : signature du Traité de Rome : création de la CEE (Communauté économique européenne) et de l'Euratom au 1er janvier suivant.
- 21 mai : chute du gouvernement Guy Mollet.
- 12 juin : début du gouvernement Maurice Bourgès-Maunoury jusqu'au 30 septembre.

## Composition

### Président du Conseil
| Image | Fonction             |  | Nom        | Parti |
| ----- | -------------------- |  | ---------- | ----- |
|       | Président du Conseil |  | Guy Mollet | SFIO  |

### Ministres d'État
| Image | Fonction                                                                       |  | Nom                                                 | Parti |
| ----- | ------------------------------------------------------------------------------ |  | --------------------------------------------------- | ----- |
|       | Ministre d'État                                                                |  | Pierre Mendès France (jusqu'au 23 mai 1956)         | RAD   |
|       | Ministre d'État                                                                |  | Jacques Chaban-Delmas (à partir du 21 février 1956) | RS    |
|       | Ministre d'État, chargé de la Justice                                          |  | François Mitterrand                                 | UDSR  |
|       | Ministre d'État, chargé de l'Éducation nationale, de la Jeunesse et des Sports |  | René Billères (à partir du 22 juin 1956)            | RAD   |

### Ministres
| Image | Fonction                                                        |  | Nom                                         | Parti |
| ----- | --------------------------------------------------------------- |  | ------------------------------------------- | ----- |
|       | Ministres des Affaires étrangères                               |  | Christian Pineau                            | SFIO  |
|       | Ministre de l'Intérieur                                         |  | Jean Gilbert-Jules                          | RAD   |
|       | Ministre de la Défense nationale et des Forces armées           |  | Maurice Bourgès-Maunoury                    | RAD   |
|       | Ministre des Affaires économiques et financières                |  | Robert Lacoste (jusqu'au 9 février 1956)    | SFIO  |
|       | Ministre des Affaires économiques et financières                |  | Paul Ramadier (à partir du 14 février 1956) | SFIO  |
|       | Ministre de l'Éducation nationale, de la Jeunesse et des Sports |  | René Billères (jusqu'au 22 juin 1956)       | RAD   |
|       | Ministre de la France d'outre-mer                               |  | Gaston Defferre                             | SFIO  |
|       | Ministre des Affaires sociales                                  |  | Albert Gazier                               | SFIO  |
|       | Ministre des Anciens combattants et Victimes de guerre          |  | François Tanguy-Prigent                     | SFIO  |

### Ministre délégué
| Image | Fonction                                    |  | Nom                    | Parti |
| ----- | ------------------------------------------- |  | ---------------------- | ----- |
|       | Ministre délégué à la Présidence du Conseil |  | Félix Houphouët-Boigny | RDA   |

### Secrétaires d'État
| Image | Fonction                                                                                                   |  | Nom                                            | Parti |
| ----- | --- |  | ---------------------------------------------- | ----- |
|       | Secrétaire d'État à la Présidence du Conseil, chargé de la Recherche scientifique et de l'Énergie atomique |  | Georges Guille                                 | SFIO  |
|       | Secrétaire d'État à la Présidence du Conseil, chargé de l'Information                                      |  | Gérard Jaquet                                  | SFIO  |
|       | Secrétaire d'État à la Présidence du Conseil, chargé de la Fonction publique                               |  | Pierre Métayer                                 | SFIO  |
|       | Secrétaire d'État aux Affaires étrangères                                                                  |  | Maurice Faure                                  | RAD   |
|       | Secrétaire d'État aux Affaires étrangères                                                                  |  | Pierre de Félice (à partir du 22 février 1957) | RAD   |
|       | Secrétaire d'État aux Affaires marocaines et Tunisiennes                                                   |  | Alain Savary (jusqu'au 3 novembre 1956)        | SFIO  |
|       | Secrétaire d'État à l'Intérieur                                                                            |  | Maurice Pic                                    | SFIO  |
|       | Secrétaire d'État aux Affaires algériennes                                                                 |  | Marcel Champeix                                | SFIO  |
|       | Secrétaire d'État aux Forces armées, chargé des Affaires algériennes                                       |  | Max Lejeune                                    | SFIO  |
|       | Secrétaire d'État aux Forces armées (Marine)                                                               |  | Paul Anxionnaz                                 | RAD   |
|       | Secrétaire d'État aux Forces armées (Air)                                                                  |  | Henri Laforest                                 | RAD   |
|       | Secrétaire d'État au Budget                                                                                |  | Jean Filippi                                   | RAD   |
|       | Secrétaire d'État aux Affaires économiques                                                                 |  | Jean Masson                                    | RAD   |
|       | Secrétaire d'État aux Travaux publics, aux Transports, et au Tourisme                                      |  | Auguste Pinton                                 | RAD   |
|       | Secrétaire d'État à l'Agriculture                                                                          |  | André Dulin                                    | RAD   |
|       | Secrétaire d'État à la Reconstruction et au Logement                                                       |  | Bernard Chochoy                                | SFIO  |
|       | Secrétaire d'État l'Industrie et au Commerce                                                               |  | Bernard Chochoy (jusqu'au 21 février 1956)     | SFIO  |
|       | Secrétaire d'État l'Industrie et au Commerce                                                               |  | Maurice Lemaire (à partir du 21 février 1956)  | RS    |
|       | Secrétaire d'État aux PTT                                                                                  |  | Eugène Thomas                                  | SFIO  |
|       | Secrétaire d'État aux Arts et aux Lettres                                                                  |  | Jacques Bordeneuve                             | RAD   |
|       | Secrétaire d'État au Travail et à la Sécurité sociale                                                      |  | Jean Minjoz                                    | SFIO  |
|       | Secrétaire d'État à la Santé publique et à la Population                                                   |  | André Maroselli                                | RAD   |

### Sous-secrétaires d'État
| Image | Fonction                                                             |  | Nom                                         | Parti |
| ----- | -------------------------------------------------------------------- |  | ------------------------------------------- | ----- |
|       | Sous-secrétaire d'État à la Présidence du Conseil                    |  | Hammadoun Dicko (à partir du 17 mars 1956)  | SFIO  |
|       | Secrétaire d'État à la Marine marchande                              |  | Roger Duveau                                | UDSR  |
|       | Secrétaire d'État à l'Agriculture                                    |  | Kléber Loustau                              | SFIO  |
|       | Secrétaire d'État à la Reconstruction et au Logement                 |  | Pierre de Félice (jusqu'au 22 février 1957) | RAD   |
|       | Sous-secrétaire d'État à l'Industrie et au Commerce                  |  | Hammadoun Dicko (jusqu'au 17 mars 1956)     | SFIO  |
|       | Sous-secrétaire d'État aux Anciens combattants et Victimes de guerre |  | Jean Le Coutaller (à partir du 2 mai 1956)  | SFIO  |